# Марчевана
Марчева́на — елемент тимчасового дерев'яного кріплення, затяжка у крівлі вибою гірничої виробки. 
Є загостреною товстою дошкою (товщиною 40—80 мм), що забивається похило за лонгарини по ходу розроблення вибою в нестійких породах. Влаштування марчеван запобігає можливості вивалу породи з відкритої у просторі виробки.